# 1792
Évszázadok: 17. század – 18. század – 19. század
Évtizedek: 1740-es évek – 1750-es évek – 1760-as évek – 1770-es évek – 1780-as évek – 1790-es évek – 1800-as évek – 1810-es évek – 1820-as évek – 1830-as évek – 1840-es évek
Évek: 1787 – 1788 – 1789 – 1790 –  1791 – 1792 – 1793 – 1794 – 1795 – 1796 – 1797

## Események

### Határozott dátumú események

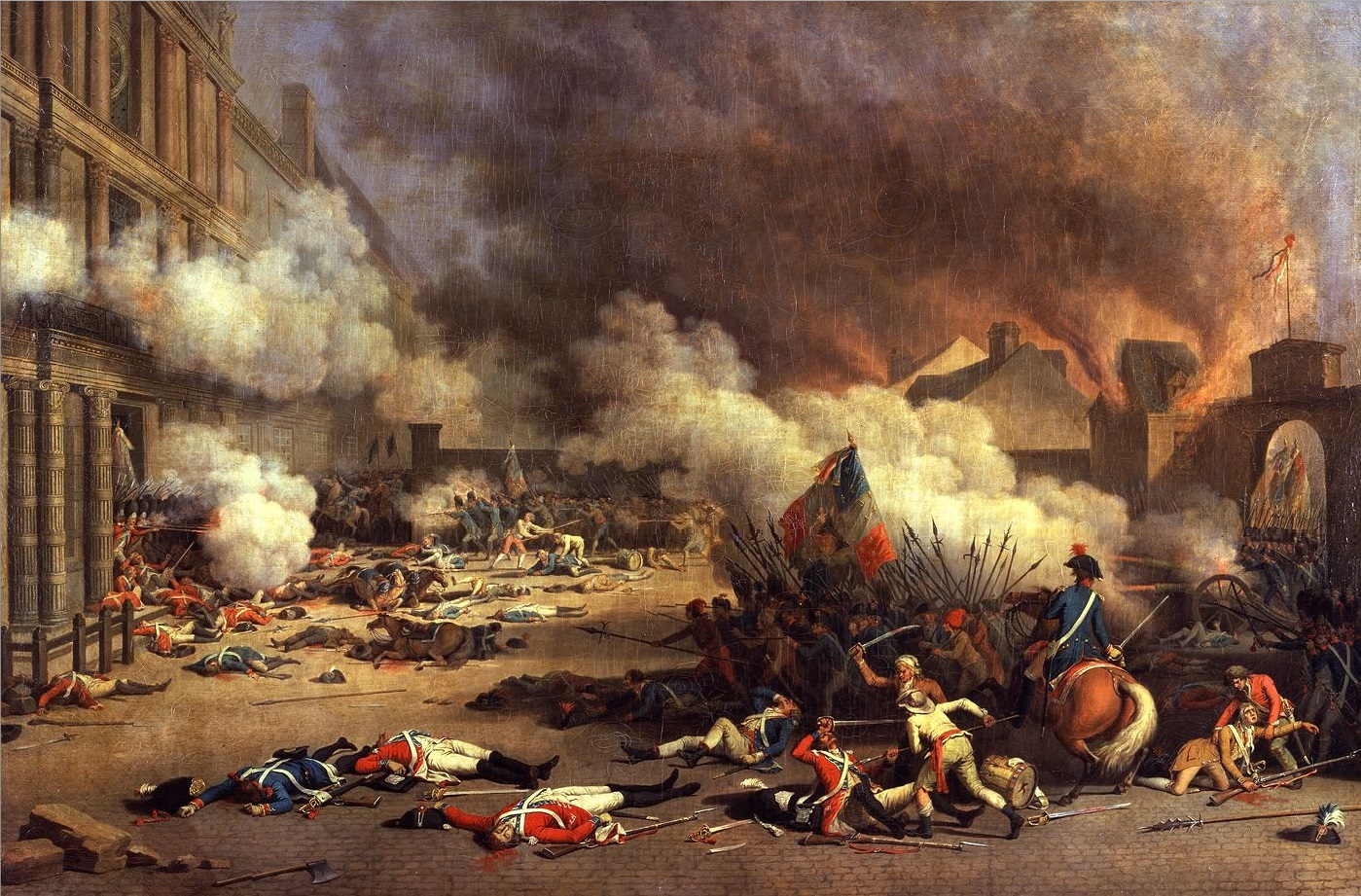
A Tuileriák palotájának megrohamozása

- január 9. – Az Orosz Birodalom és az Oszmán Birodalom megköti a jászvásári békeszerződést.[1]
- március 1. – II. Lipót halála, Ferenc trónra lépése.[2]
- április 20. – Franciaország hadat üzen Ausztriának.[3]
- április 24. – A guillotine első gyakorlati alkalmazása Franciaországban.[4]
- május 14. – A lengyelországi főnemesek oroszbarát része létrehozza a targowicei konföderációt(wd) azzal a céllal, hogy orosz támogatással eltöröljék a nagy szejm által bevezetett reformokat.[5]
- május 20. – Varsóban felszentelik a történelmi Powązki temetőt, melynek területét a Szymanowski család adományozta a városnak.
- május 29. – Varsóban feloszlik a nagy szejm ülése, ami 1791-ben megalkotta Európa első írott (kartális) alkotmányát, a május 3-i alkotmányt.
- június 20. – Párizsban a tüntetők a Tuileriákba vonulnak.[6]
- augusztus 7. – Ororszország és Poroszország szerződést köt Lengyelország újabb felosztásáról.[7]
- augusztus 10. – A Tuileriák ostroma Franciaországban, a Monarchia megszűnése.[6]
- szeptember 2–6. – Mészárlás a párizsi börtönökben. (Tombol az első terror.)[6]
- szeptember 20. – A valmy csata.[3] (A franciák megállítják a porosz-osztrák sereget.)[6]
- szeptember 21. – A franciák kikiáltják a köztársaságot.[3]
- december 17. – Kolozsváron a Rhédey-palota tánctermében tartja első előadását az Erdélyi Magyar Nemes Színjátszó Társaság, s ezzel kezdetét veszi a kolozsvári hivatásos színészet.[8]
- december 17. – Svájcban a francia forradalommal szimpatizáló lázadók kikiáltják Porrentruy székhellyel a Raurák Köztársaságot.

### Határozatlan dátumú események
- az év folyamán
  - Dániában betiltják a rabszolga-kereskedelmet.[9]
  - Franciaországban egyenjogúsítják a zsidókat[10]

## Az év témái

### 1792 a tudományban
- William Murdoch kőszénből gázt fejleszt, Phillipe Lebon ezt felhasználva állít elő világítógázt.
- Claude Cappe első fénytávírója Párizs és Lille között.

## Születések
- január 12. – Johan August Arfwedson, svéd kémikus, a lítium felfedezője († 1841).
- február 12. – Balogh Péter, református püspök († 1870)
- február 24. – Ferenczy István, magyar szobrász († 1856)
- február 29. – Gioachino Rossini, olasz zeneszerző († 1868)
- március 19. – Bay György, királyi tanácsos, hétszemélynök és alnádor († 1849)
- április 2. – Balla Károly, jogász, publicista, költő († 1873)
- április 10. – Bali Mihály, református lelkész († 1876)
- április 15. – Lányi Sámuel, vízépítő mérnök, festőművész († 1860)
- május 13. – IX. Piusz pápa, (Giovanni Mastai-Ferretti), az eddigi leghosszabb pontifikátusú pápa († 1878)[11]
- május 21. – Gaspard-Gustave de Coriolis francia matematikus, mérnök († 1843)
- augusztus 4. – Percy Bysshe Shelley, brit költő († 1822)
- október 17. – Sir John Bowring, angol nyelvész, közgazdász, politikus, író és utazó, az első angol nyelvű magyar versantológia szerzője († 1872)
- december 1. – Nyikolaj Ivanovics Lobacsevszkij, orosz matematikus († 1856)

## Halálozások
- február 23. – Joshua Reynolds, angol festő (* 1723)
- március 1. – II. Lipót, Toszkána nagyhercege, magyar király, német-római császár[2] (* 1747)
- március 29. – III. Gusztáv, svéd király (* 1746)
- április 18. – Hell Miksa, csillagász (* 1720)
- július 4. – Adami János Jakab, evangélikus lelkész (* 1713)
- augusztus 5. – Augustini Sámuel, szepességi német evangélikus lelkész, természettudós, a magyarországi cigánykutatás egyik úttörője (* 1729)
- augusztus 6. – Ráday Gedeon, költő, műfordító, politikus (* 1713)
- október 1. – File András, bölcsészdoktor, jezsuita rendi pap, tanár, költő (* 1736)